# Outokumpu (plaats)
Outokumpu is een gemeente en stad in de Finse provincie Oost-Finland en in de Finse regio Noord-Karelië. De gemeente heeft een landoppervlakte van 445,86 km² en telt 6.457 inwoners (2022).

## Geschiedenis
De gemeente was in het begin van de 20e eeuw nog een dorpje, genaamd Kuusjärvi. Toen in 1913 een grote koperader werd ontdekt, groeide de gemeente uit tot een van de grootste mijnsteden in Finland. In 1968 werd het dorp een marktstad en werd de naam gewijzigd en vernoemd naar de nabijgelegen kopermijn. In 1977 verkreeg Outokompu stadsrechten. De kopermijn van Outokumo was actief van 1913 tot 1989 en de oude mijnsite is nog altijd zichtbaar in het stadscentrum en werd ontwikkeld als toeristische attractie.

## Geboren in Outokumpu
- Janne Suokonautio (1968), voetballer
- Janne Hänninen (1975), langebaanschaatser